# 하뉴정 (나가노현)
하뉴정(埴生町)은 나가노현 하니시나군에 있던 정이다. 현재의 지쿠마시에 해당한다.

## 역사
- 1889년 4월 1일 - 정촌제 시행에 의해 5촌의 구역을 확장해 하뉴촌이 성립하였다.
- 1948년 3월 1일 - 정으로 승격해 하뉴정이 되었다.
- 1955년 4월 1일 - 고카촌의 일부를 편입하였다.
- 1959년 6월 1일 - 야시로정, 사라시나군, 이나리야마 정, 야와타 촌과 합병해 고쇼쿠시가 성립하여, 동일 하뉴정은 폐지되었다.

## 교통

### 철도
- 일본국유철도
  - 신에쓰 본선 (현 시나노 철도)
- 나가노 철도
  - 가토선

### 도로
- 국도 제18호선
- 다니 가도 (현 국도 제403호선)

## 참고문헌
- 角川日本地名大辞典 20 長野県